# Camilla seticosta
Camilla seticosta är en tvåvingeart som beskrevs av Papp 1972. Camilla seticosta ingår i släktet Camilla och familjen gnagarflugor.
Artens utbredningsområde är Mongoliet. Inga underarter finns listade i Catalogue of Life.